# Кірасирський Його Величності лейб-гвардії полк

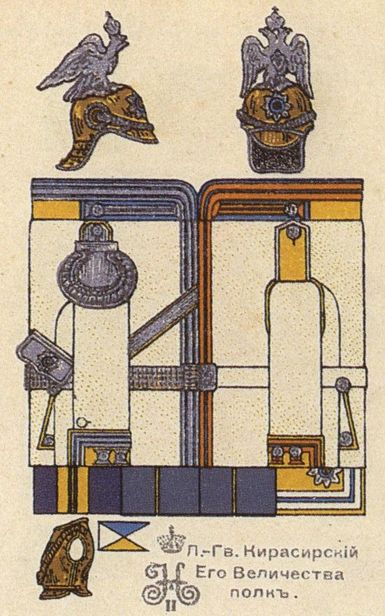
Парадна форма одягу полку, 1910 рік

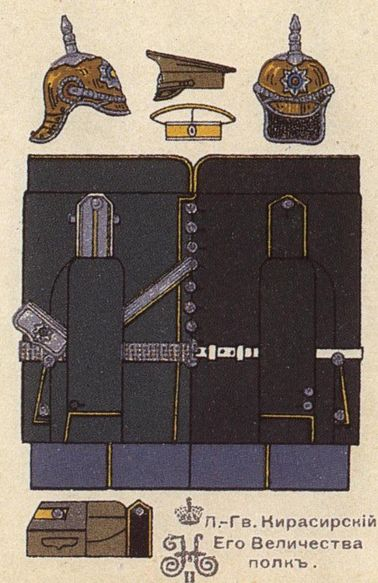
Повсякденна форма одягу полку, 1910 рік

Лейб-гвардії Кірасирський Його Величності полк (Жовті чи Царскосільські кірасири) — полк важкої кавалерії (військова частина) Російської імператорської армії.
Старшинство: 21.06.1702 року, за Молодою Гвардією з 1813 року, за Старою Гвардією з 1831 року.
Полкове свято — 21 червня, у день Святого Юліана.
Дислокація: Царське Село.

## Історія

### В імператорській армії

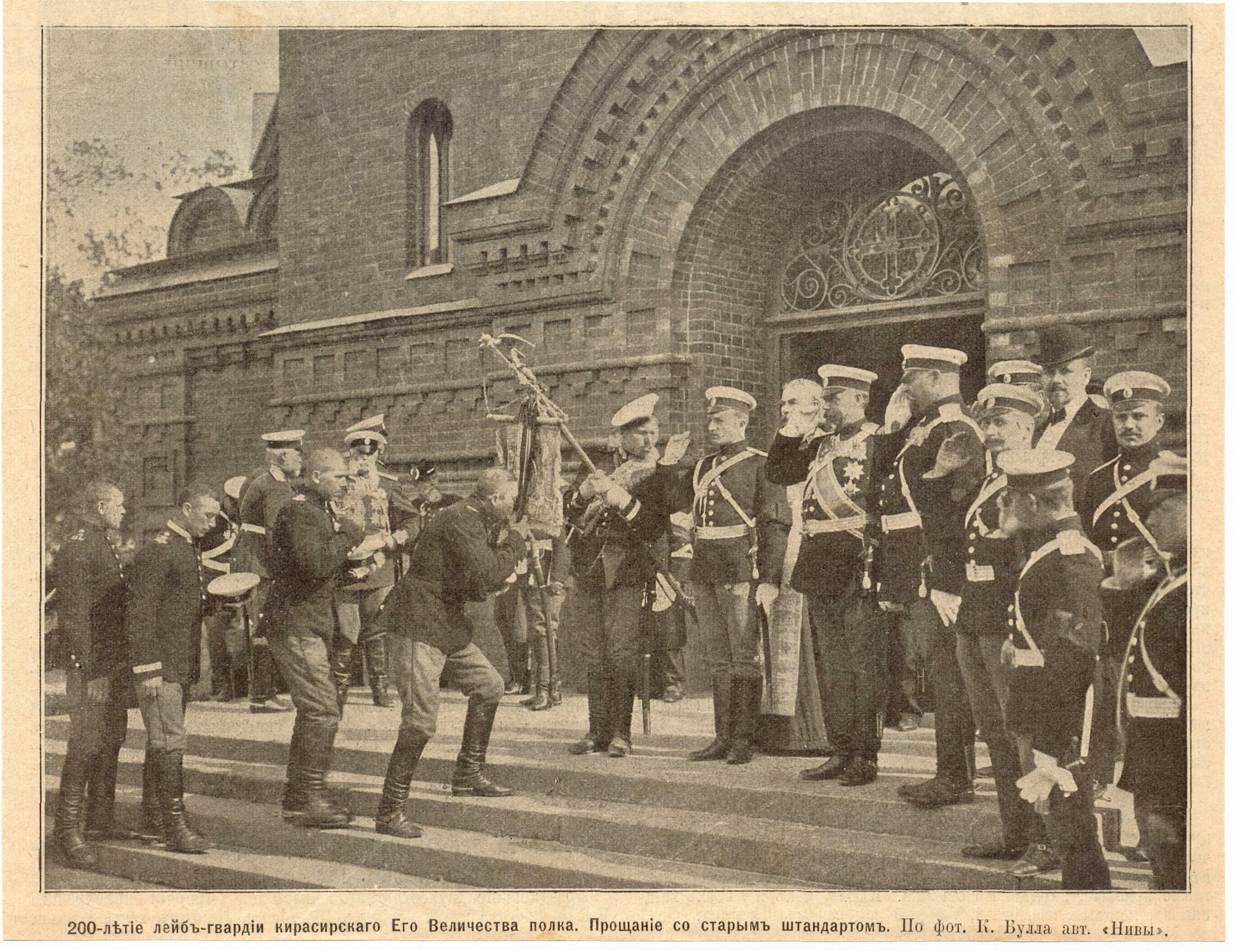
200-річчя лейб-гвардії Кірасирського Його Величності полку. Прощання зі штандартом. Царське Село, 1902 рік.

- 11 грудня 1700 — Указ про формування полку.
- Весна 1701 — сформовано Драгунський Фузилерний князя Микити Федоровича Мещерського полк (10-ротного складу).
- Весна 1702 — перейменовано на Драгунський князя Григорія Волконського полк.
- 1704 — сформована 11-та гренадерська рота.
- 10 березня 1708 — Ярославський драгунський полк.
- 23 січня 1709 — Гренадерська рота відрахована на сформування кінногренадерського полку («від кавалерії гренадерського Андрія Кропотова полку»).
- 10 травня 1725 — Гренадерська рота повертається в полк, замість неї вислано драгунську.
- 16 лютого 1727 — Новгородський драгунський полк.
- 6 листопада 1727 — Ярославський драгунський полк (комплектувався дворянами Ярославської губернії).
- 8 лютого 1728 — переформовано у 9 драгунських і 1 гренадерську роту.
- 29 жовтня 1731 — Гренадерську роту скасовано, на заміну сформовано драгунську, а гренадери розподілені по 10 чоловік на роту.
- 1 листопада 1732 — 3-й кірасирський полк.
- 21 червня 1733 — Бевернський кірасирський полк (на честь призначеного шефа Принца Антона-Ульріха Брауншвейг-Бевернського).
- 15 червня 1738 — Брауншвейгський кірасирський полк.
- 31 січня 1742 — Кірасирський Його Королівської Високості Герцога Гольштейн-Готторпського полк.
- 4 грудня 1742 — Кірасирський Й. І. В. Государя Великого Князя Петра Федоровича полк.
- 30 березня 1756 — переформовано у 5 ескадронів (по 2 роти в кожному).
- 27 грудня 1761 — Лейб-Кірасирський Його Величності полк.
- 4 липня 1762 — Лейб-Кірасирський Його Високості Спадкоємця Цісаревича й Великого Князя Павла Петровича полк.
- 24 жовтня 1775 — додано шостий ескадрон розформованого Київського кірасирського полку.
- 1787 — відраховано 150 кірасирів на формування Жандармського і Кірасирського полків Гатчинських військ.
- 17 листопада 1796 — Лейб-Кірасирський Його Величності полк.
- 13 червня 1806 — Один ескадрон виділено на формування Фінляндського драгунського полку.
- 12 жовтня 1811 — виділено частину на формування Астраханського кірасирського полку.
- 1812 — брав участь у Вітчизняній війні, у битвах під Вітебськом, Смоленськом, Вязьмою, Красним, Оршею та Борисовом. На Бородинському полі кілька разів контратакував неприятеля в районі Семенівських висот, а шеф полку полковник Будберг був поранений ядром у правую ногу.
- 27 грудня 1812 — переформовано у 6 чинних і 1 резервний ескадрон.
- 1813 — брав участь у закордонних походах, у битвах під Люценом, Бауценом, Кенігштейном, Кульмом, Лейпцигом, Брієнном, Арсі-сюр-Об, Фер-Шампенуаз. Завершив війну в Парижі.
- 13 квітня 1813 — за мужність і хоробрість, проявлені у війну 1812 року, причислено до Молодої Гвардії та перейменовано на лейб-гвардії Кірасирський полк.
- 7 грудня 1817 — уродженці західних губерній відраховані на формування лейб-гвардії Подільського кірасирського полку на правах і перевагах Старої Гвардії.
- 21 березня 1823 — в полку встановлено руду масть коней.
- 25 червня 1831 — після прийняття шефства імператором Миколою I полку надано права Старої Гвардії. Названо лейб-гвардії Кірасирським Його Величності полком.
- 22 серпня 1831 — приєднано лейб-гвардії Подільський кірасирський полк (за винятком 7 офіцерів та 114 кірасирів, що поступили в лейб-гвардії Уланський Й. І. В. Великого Князя Михайла Павловича полк). Полк приведено у шестиескадронний склад.

- 30 липня 1904 — до списків полку зарахований Й. І. В. Спадкоємець Цісаревич і Великий Князь Олексій Миколайович.
- 1905 — зведений дивізіон полку брав участь у придушенні заворушень у Прибалтійському краї.
- 1910 — сформовано дивізійну кінно-кулеметну команду.
- 18 липня 1914 — полк виступив для приєднання до 1-ї армії.
- 28 липня 1914 — перша бойова сутичка з німецькими військами під час розвідки силами 3-го і 4-го ескадронів (поранений унтер-офіцер Гровбля, вбитий кірасир Ударов).
- 3 серпня — 8 вересня 1914 — брав участь у Східно-Прусській операції.
- 30 серпня 1914 — прикриваючи відхід IV АК, гвардійська кірасирська бригада затримала наступ німецького I АК, який виходив у тил російських військ.
- 4 березня 1917 — 1-й гвардійський кірасирський полк.
- 8 червня 1917 — Гвардії Подільський кірасирський полк.
- 22 липня 1917 — охороняючи залізничну станцію Київ, вступив у сутичку з українським полком Богдана Хмельницького.
- Брав участь у придушенні бунту 2-го Українського полку імені гетьмана Полуботка, який захопив центр Києва.
- 10 грудня 1917 — полк розпущено в селі Святошині під Києвом через небажання українізуватись.

### У Білому русі

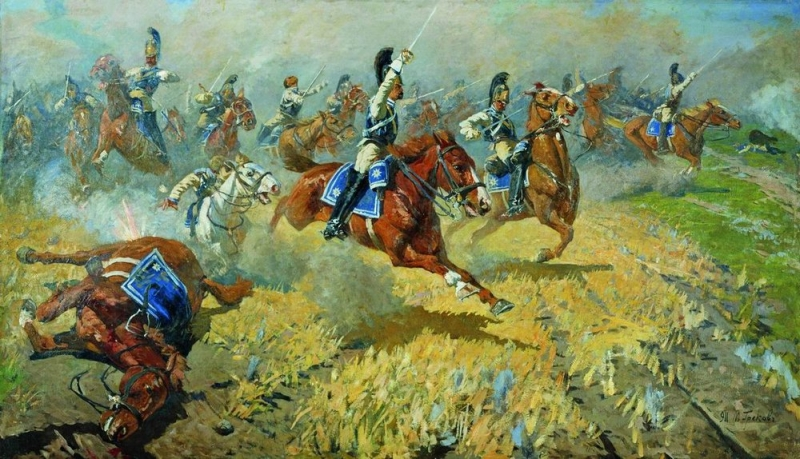
Митрофан Греков. «Атака лейб-гвардії Кірасирського Його Величності полку у 1813 році», 1911

- 30 грудня 1918 — кірасири зведені у 3-й ескадрон зведеного полку Кірасирської дивізії (лейб-ескадрон лейб-гвардії Кірасирського Його Величності полку) в Кримсько-Азовській армії під командуванням штабс-ротмістра фон Віка.
- 19 січня 1919 — перша бойова задача відновленого ескадрону.
- 7 березня 1919 — командування ескадроном приймає штабс-ротмістр князь Черкасський.
- 25 березня — 9 квітня 1919 — веде ар'єргардні бої, прикриваючи частини, що відходять від Сиваша.
- 14 квітня 1919 — брав участь у кінній атаці поблизу станції Владиславівка.
- 12 травня 1919 — 3-й ескадрон зведеного полку Гвардійської Кірасирської дивізії.
- 5-17 червня 1919 — брав участь у звільненні Криму.
- 4 липня 1919 — до полку приєднується 2-й ескадрон лейб-кірасир Його Величності під командуванням штабс-ротмістра Сафонова.
- 25 липня 1919 — зведений полк Гвардійської кірасирської дивізії перейменовано на 1-й Гвардійський зведений Кірасирський, напівескадрони кірасирів Його Величності виділені в дивізіон на чолі з полковником Петровським.
- 24 вересня 1919 — у дивізіон включено 3-й добровольчий ескадрон на чолі зі штабс-ротмістром Доленга-Ковалевським. Лейб-ескадрон відведено в тил на відпочинок.
- 10 лютого 1920 — розформовано 3-й ескадрон.
- 17 лютого 1920 — зведений ескадрон дивізіону зазнав великих втрат в бою з кіннотою Будьонного поблизу станції Єгорликська.
- 14 березня 1920 — у складі дивізії Барбовича евакуйований з Новоросійська на транспорті «Аю-Даг».
- Квітень 1920 — ескадрони полку увійшли до складу Гвардійського кавалерійського полку 1-ї кавалерійської дивізії Збройних Сил Півдня Росії (3-й Кірасирський Його Величності ескадрон).
- Травень 1920 — охоронна служба на Сиваші.
- Середина червня 1920 — охорона річки Дніпро в районі Каховки.
- 29 жовтня 1920 — останній ар'єргардний бій в районі хутора Уржин. Відірвавшись від противника, полк уходить на Сімферополь, Алушту і Ялту.
- 2 листопада 1920 — у складі полку евакуйований з Ялти на транспорті «Крим».

## Шефи полку

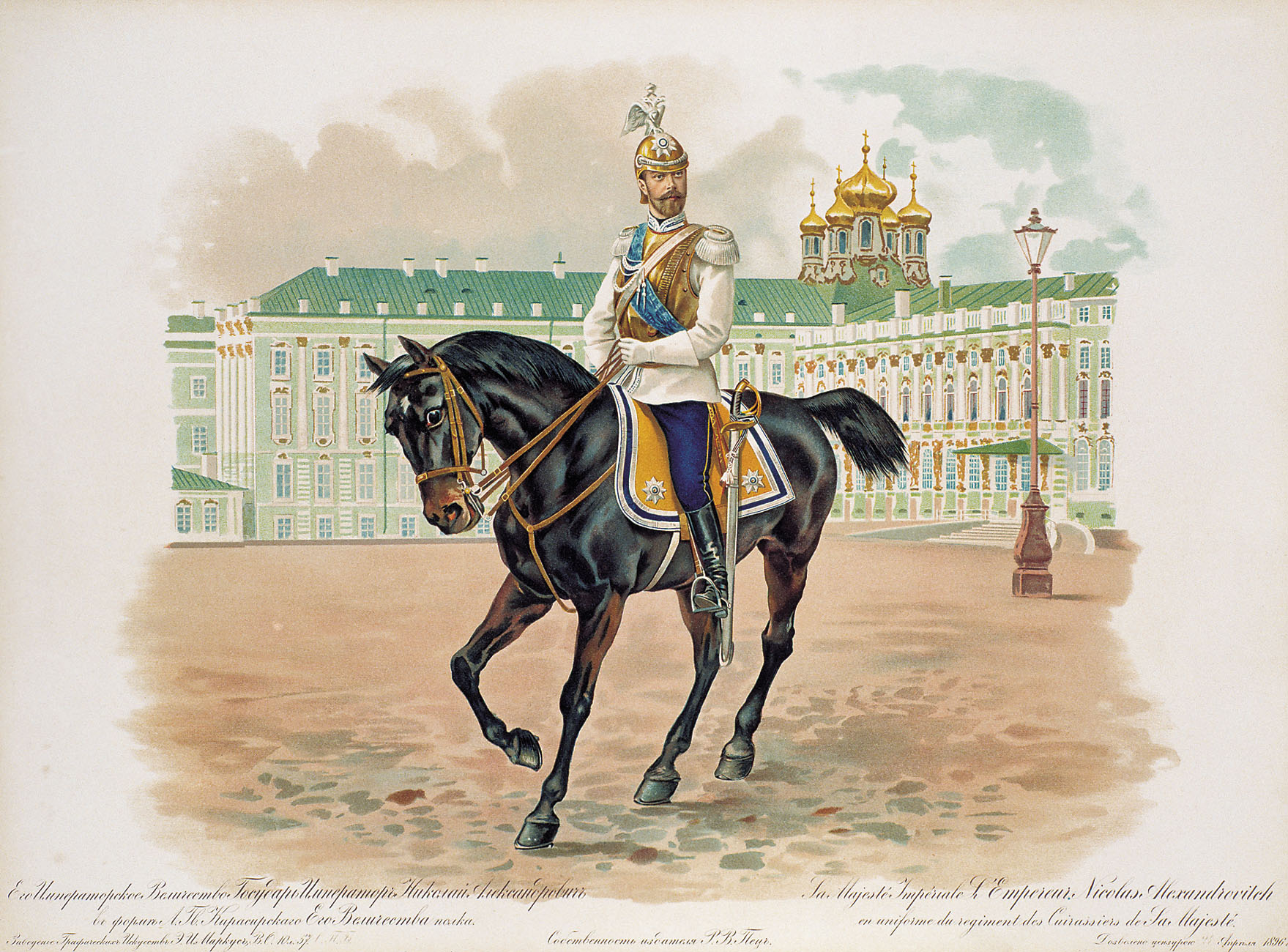
Микола II у формі лейб-гвардії Кірасирського Його Величності полку

- 15.04.1738—25.11.1741 — принц Антон-Ульріх Брауншвейг-Бевернський
- 31.01.1742—04.12.1742 — герцог Карл Петер Ульріх Гольштейн-Готторпський
- 04.12.1742—27.12.1761 — великий князь Петро Федорович
- 27.12.1761—28.06.1762 — імператор Петро III
- 04.07.1762—06.11.1796 — спадкоємець цісаревич Павло Петрович
- 06.11.1796—11.03.1801 — імператор Павло I
- 12.03.1801—19.11.1825 — імператор Олександр I
- 25.06.1831—18.02.1855 — імператор Микола I
- 19.02.1855—01.03.1881 — імператор Олександр II
- 28.10.1866—01.03.1881 — спадкоємець цісаревич Олександр Олександрович (другим шефом)
- 02.03.1881—21.10.1894 — імператор Олександр III
- 02.11.1894—04.03.1917 — імператор Микола II

### Другі шефи
- 17.11.1796—01.12.1797 — генерал від кавалерії (з 15.12.1796 генерал-фельдмаршал) граф Салтиков Іван Петрович
- 01.12.1797—11.03.1800 — генерал-майор герцог де Ришельє
- 11.03.1800—14.03.1800 — генерал-майор граф фон дер Пален Павло Петрович
- 14.03.1800—21.08.1800 — генерал-лейтенант герцог де Ришельє
- 21.08.1800—23.11.1800 — генерал-майор (з 27.10.1800 генерал-лейтенант) Міллер Петро Борисович
- 23.11.1800—06.12.1800 — генерал от кавалерії граф Зубов Валеріан Олександрович
- 06.12.1800—08.12.1800 — генерал-лейтенант Тормасов Олександр Петрович
- 08.12.1800—29.05.1807 — генерал-майор Кожин Сергій Олексійович
- 27.06.1807—12.10.1811 — генерал-майор Кноррінг Отто Федорович
- 03.11.1811—12.12.1816 — полковник (з 30.08.1813 генерал-майор) барон Будберг Карл Васильович

## Командири полку
- 30.12.1796—21.10.1797 — полковник князь Мещерський Прокофій Васильович
- 17.09.1797—01.12.1797 — генерал-майор герцог де Ришельє
- 23.11.1800—06.12.1800 — підполковник Сухарніков Михайло Іванович
- 13.12.1800—24.12.1802 — підполковник Рожнов Іларіон Маркович
- 23.02.1803—07.02.1806 — полковник Чіріков Іван Єгорович
- 28.11.1807—31.01.1811 — майор (з 12.12.1807 підполковник) Слепченков Петро Іванович
- 31.01.1811—03.11.1811 — полковник барон Будберг Карл Васильович
- 10.01.1812—15.03.1813 — підполковник Слепченков Петро Іванович
- 01.09.1814—17.07.1821(?) — генерал-майор барон Будберг Карл Васильович
- 15.11.1819—22.08.1831 — полковник (з 06.01.1826 флігель-ад'ютант, з 21.05.1826 генерал-майор) Кошкуль Петро Іванович
- 12.02.1834—11.04.1843 — генерал-майор Клюпфель Владислав Філіпович
- 11.04.1843—03.04.1849 — генерал-майор Арапов Олександр Миколайович
- 20.01.1850—28.10.1856 — свити Його Величності генерал-майор фон Герздорф Арист Федорович
- 28.10.1856—02.04.1861 — свити Його Величності генерал-майор граф Нірод Олександр Євстафійович
- 02.04.1861—01.01.1864 — генерал-майор фон Вендріх Георгій Августинович
- 03.01.1864—12.12.1868 — свити Його Величності генерал-майор Швебс Костянтин Олександрович
- 12.12.1868—27.07.1875 — свити Його Величності генерал-майор Дрізен Олександр Федорович
- 27.07.1875—14.07.1883 — свити Його Величності генерал-майор граф Нірод Микола Євстафійович
- 14.07.1883—23.11.1887 — генерал-майор Ребіндер Олександр Васильович
- 09.12.1887—21.05.1892 — генерал-майор Таль Олександр Якович
- 21.05.1892—07.02.1898 — генерал-майор Шміт Євген Оттович
- 07.02.1898—25.05.1903 — свити Його Величності генерал-майор Преженцов Яків Богданович
- 25.05.1903—26.10.1905 — Генерального Штабу полковник (з 17.04.1905 свити Його Величності генерал-майор) Раух Георгій Оттонович
- 26.10.1905—29.03.1908 — свити Його Величності генерал-майор Комстадіус Микола Миколайович
- 29.03.1908—08.06.1912 — генерал-майор (з 1911 свити Його Величності) фон Вольф Костянтин Маврикійович
- 08.06.1912—25.03.1914 — свити Його Величності генерал-майор фон Гілленшмідт Яків Федорович
- 25.03.1914—29.07.1915 — свити Його Величності генерал-майор Верман Федір Федорович
- 29.07.1915—14.05.1917 — свити Його Величності генерал-майор (з 11.1915 генерал-лейтенант) князь Кантакузін — граф Сперанський, Михайло Михайлович
- 14.05.1917—21.10.1917 — полковник князь Бекович-Черкасський Федір Миколайович
- 21.10.1917—10.12.1917 — полковник Сахновський Леонід Миколайович

## Бойові відзнаки
1. Георгіївський штандарт з написами: «За відзнаку під час ураження й вигнання неприятеля з меж Росії 1812 року» й дати: «1702—1902», з Андріївською ювілейною стрічкою. Подаровано 13 квітня 1813 року; Вища грамота 7 грудня 1867 року; Вищий наказ 21 червня 1902 року.
2. 22 Георгіївські труби, з написом: «Лейб-Гвардії Кірасирському полку за відмінні подвиги, здійснені в достопам'ятну кампанію, благополучно завершену 1814 року». Подаровані 30 серпня 1814 року.
3. 22 срібні сигнальні труби, з написом: «Л.-Гв. Подільському Кірасирському полку». Подаровані лейб-гвардії Подільському кірасирському полку 24 липня 1830 року; передані при об'єднанні з лейб-гвардії Кірасирським Його Величності полком 22 серпня 1831 року.
4. Срібні литаври з вензелями польського короля Станіслава Серпня та зображенням державного герба. Литаври ці відбиті у поляків 1784 року, були видані лейб-гвардії Подільському кірасирському полку 1829 року з Санкт-Петербурзького Арсеналу. 1833 року здані в арсенал Санкт-Петербурзької фортеці, а 27 червня 1860 року видані лейб-гвардії Кірасирському Його Величності полку, замість литавр, що належали лейб-гвардії Кірасирському полку й були здані на зберігання у Санкт-Петербурзький окружний артилерійський склад.

## Відомі люди, які служили в полку
- Александров Павло Костянтинович — генерал-ад'ютант, син великого князя Костянтина Павловича
- Баторський Михайло Олександрович — радянський військовий діяч, комкор.
- Волинський Микола Павлович — позашлюбний син великого князя Миколи Костянтиновича
- Гечевич Лев Вікентійович — генерал-лейтенант, учасник Кримської війни, теоретик військово-кавалерійської справи.
- Готце Іоганн Фрідріх фон — австрійський воєначальник, учасник Наполеонівських війн
- Глуховський Олександр Іванович — генерал-лейтенант, член Військово-облікового комітету Головного штабу
- Мюнхгаузен Ієронім Карл Фрідріх фон
- Сухомлинов Володимир Олександрович — генерал від кавалерії, військовий міністр

## Полковий храм
Юліанівська церква у Царському Селі.